# A Spanner in the Works
A Spanner in the Works – siedemnasty studyjny album angielskiego piosenkarza rockowego Roda Stewarta. Wydany w 1995 przez Warner Bros. Records.

## Opis wydawnictwa
Na płycie znajduje się cover piosenki Boba Dylana „Sweetheart Like You”. Piosenka „Muddy, Sam, And Otis” jest hołdem dla Muddy’ego Watersa, Sama Cooke’a i Otisa Reddinga. Utwór „Purple Heather” jest piosenką ludową, której oryginalny tytuł brzmi „Wild Mountain Thyme”.

## Lista utworów
1. „Windy Town” (Chris Rea) – 5:12
2. „The Downtown Lights” (Paul Buchanan) – 6:33
3. „Leave Virginia Alone” (Tom Petty) – 4:07
4. „Sweetheart Like You” (Bob Dylan) – 4:54
5. „This” (John Capek, Marc Jordan) – 5:19
6. „Lady Luck” (Carmine Rojas, Jeff Golub, Kevin Savigar, Rod Stewart) – 4:25
7. „You’re The Star” (Billy Livsey, Frankie Miller, Graham Lyle) – 4:39
8. „Muddy, Sam and Otis” (Stewart, Savigar) – 4:42
9. „Hang on St. Christopher” (Tom Waits) – 4:04
10. „Delicious” (Stewart, Andy Taylor, Robin LeMesurier) – 4:43
11. „Soothe Me” (Sam Cooke) – 3:33
12. „Purple Heather” (ludowy, aranżacja: Rod Stewart) – 4:58

- utwory 1–2, 4–9 i 12 zostały wyprodukowane przez Trevora Horna
- utwory 4, 6–8 i 10–12 zostały wyprodukowane przez Roda Stewarta
- utwory 7, 10–11 zostały wyprodukowane przez Bernarda Edwardsa
- utwór 3 wyprodukowany przez Jamesa Newton-Howarda, Michaela Ostina i Lennya Waronkera
- utwór 10 wyprodukowany przez Andy’ego Taylora